# Franz von Gruber

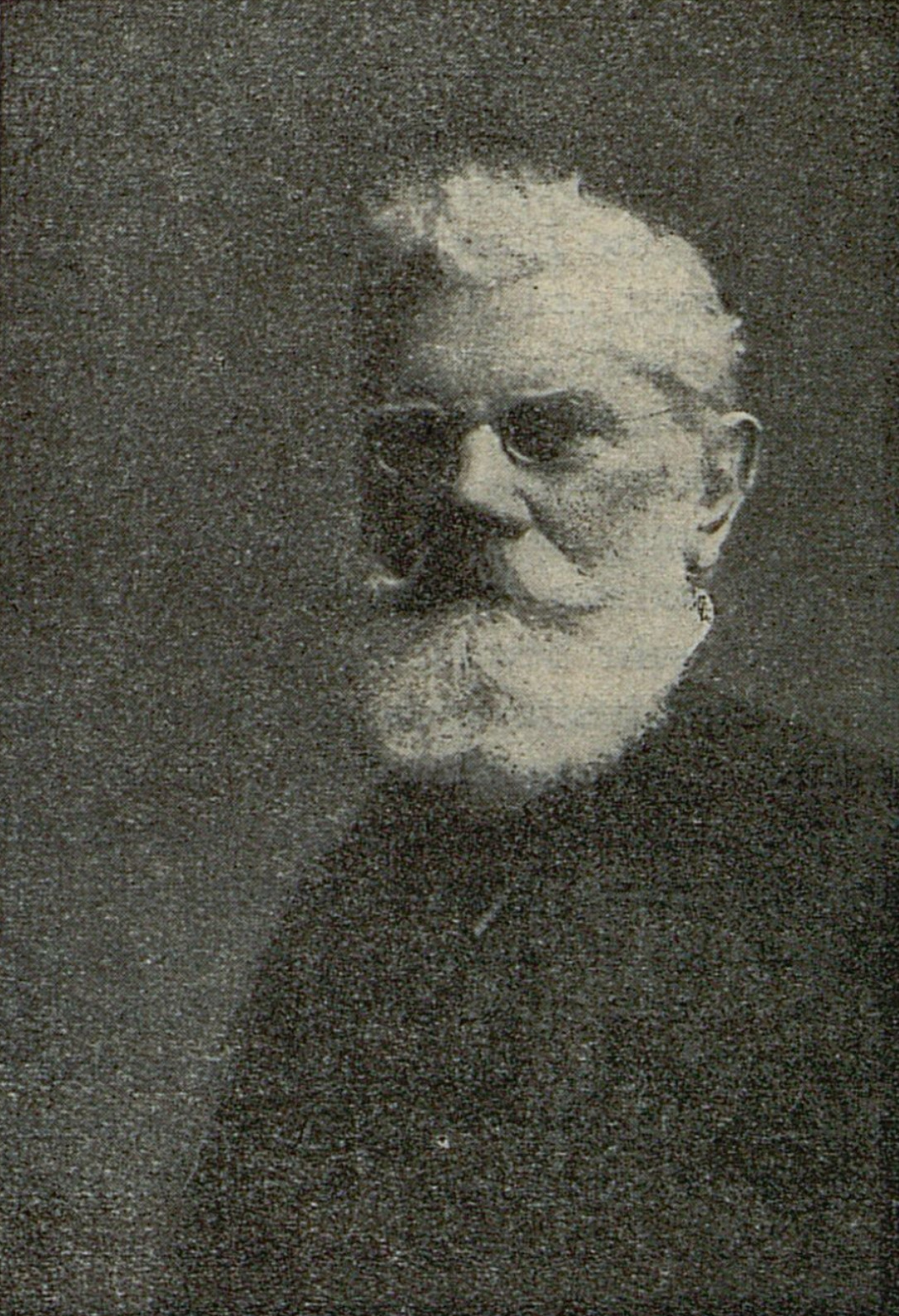
Franz von Gruber

Franz Gruber, seit 1882 Ritter von Gruber (* 20. Juli 1837 in Wien; † 1. November 1918 in Wien) war ein österreichischer Zivil- und Militärarchitekt.

## Leben und Stellenwert
Franz Gruber wurde neben seiner eigenen Ausbildung durch die Berufe seines Vaters, dem Ohrenarzt Ignaz Gruber und des jüngeren Bruders, dem Hygieniker Max geprägt.
Nach seinem Schulabschluss kam er zum Militär und war bei der Pionierschul-Kompanie in Tulln. Anschließend besuchte er die Genie-Akademie in Klosterbruck in Mähren. Anschließend studierte er an der Architekturschule der Akademie der bilden Künste und danach am Polytechnischen Institut in Wien.
Im Jahr 1868 wurde er außertourlich zum Hauptmann befördert, bis 1877 war er Professor an der k.u.k. Technischen Militärakademie und am höheren Genie-Kurs. 1871 bekam er vom k.u.k. Kriegsministerium, sich mit dem Bau von Kasernen und Militärspitälern zu beschäftigen. Dabei erkannte er als einer der ersten die Zusammenhänge zwischen Kasernenbau und Gesundheitspflege. Von ihm wurden die Kasernen nur mehr zweigeschoßig im Gegensatz zu den früher bis zu viergeschoßigen Gebäuden, gebaut. Er legte auch mehr Wert auf die Trennung der Pferdeställe, die bisher im Erdgeschoß untergebracht wurden. Der Entwurf und Umbau von Militärgebäuden war sein Aufgabengebiet bis 1878, als er das Heer verließ.
Im Jahr 1882 erhielt er den Orden der Eisernen Krone III. Klasse und wurde aufgrund der Ordensstatuten in den erblichen österreichischen Ritterstand erhoben.
Nach Verlassen des Heeres spezialisierte er sich auf Krankenhausbauten. Auch hier versuchte er sich nicht nur von der architektonischen Seite, sondern auch mit neuen Hygienestandards einzubringen. Sein Wissen erweiterte er auch durch den Besuch zahlreicher hygienischer Kongresse. Im Jahr 1887 organisierte er selbst einen Kongress für Hygiene und Demographie. Den Stellenwert, den er der Hygiene zuordnete, sieht man auch daran, dass er 1881 mit dem Mediziner Theodor Billroth die Österr. Gesellschaft für Gesundheitspflege gründete. Auf Grund dieser Bemühungen wurde 1888 sogar als außerordentliches Mitglied in den Obersten Sanitätsrat berufen. Seine Überlegungen im Krankenhausbau führten zu einer lockeren Pavillonbauweise.
1896 wurde er zwar für die Lehrkanzel für Utilitätskunde und Eisenbahnhochbau an der Technischen Hochschule in Wien einstimmig vorgeschlagen. Grubers Bedingungen waren allerdings nicht annehmbar.
Im Jahr 1899 wurde er in den Ruhestand versetzt, wurde aber im Jahr 1905 noch Mitglied der Kommission zur Abhaltung der 2. Staatsprüfung für das Hochbaufach an der Technischen Hochschule.
Im Österreichischen Ingenieur- und Architektenverein war er bis ins Jahr 1908 tätig, da es ihm seine Gesundheit nicht länger erlaubte. Er wurde am Wiener Zentralfriedhof bestattet.

## Schriften
Im Jahr 1880 publizierte er „Beispiele für die Anlagen von Kasernen, Marodenhäusern und Truppenspitäler“. Diese Pläne galten bis zum Ersten Weltkrieg als Basis beim Bau neuer Kasernen. Geschrieben hat er „Neuere Krankenhäuser“, die „Anhaltspunkte für eine neue Bauordnung in allen die Gesundheitspflege betreffenden Beziehungen“. Für Paul Kortz schrieb er ebenfalls einige Artikel „Wien am Anfang des 20. Jh.“ (Wien 1906).

## Werke (Auszug)
- 1875–1879: Küchen- und Badhausanlage im Garnisonspital Wien
- 1880–1883: Aufnahmegebäude Aspangbahnhof, Wien (Abbruch 1977)
- 1882–1884: Rudolfinerhaus, Wien; in den Jahren 1889 und 1907 Fortsetzung der Arbeiten
- 1889–0000: ehemaliges Landwehr- und Ausrüstungsdepot, Wien 5
- 1889–0000: Scharlachpavillon im Mautner Markhof’schen Kinderspital; (Abbruch 2002–2003)
- 1891–1893: Albrechtskaserne, Korneuburg
- 1893–1895: Diphtherie- und Scharlachpavillon, St. Anna Kinderspital, Wien
- 1896–1898: Krankenhaus, Karlsbad, Böhmen
- 1897–1899: Rettungszentrale (Wiener Freiwillige Rettungsgesellschaft), Wien, Radetzkystraße
- 1899–1904: Kaiserin-Elisabeth-Infektionsspital als Zubau mit vier eingeschoßigen Pavillons beim Krankenhaus Wiener Neustadt

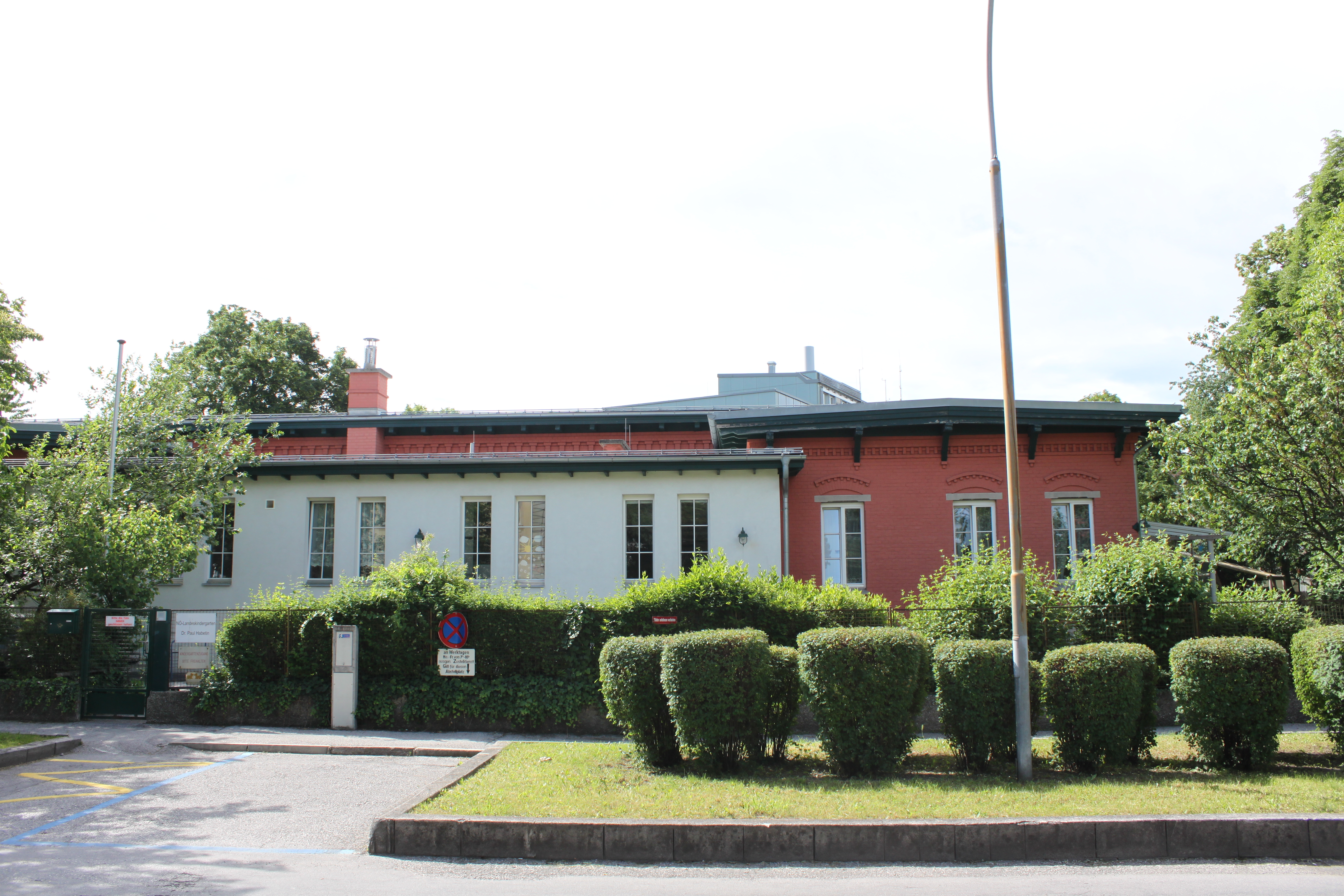
Ehemaliger Infektionspavillon des Truppenspitals in Wiener Neustadt, heute ein Kindergarten (2013)

- 1902–1903: Kaiser-Franz-Josef-Truppenspital in Wiener Neustadt
- 1902–1904: Zubau Allgemeines Krankenhaus der Stadt Linz
- 1903: Kaiser Franz-Josef-Kavalleriekaserne, Wiener Neustadt, (nach 1920 Infanteriekaserne, seit 1967 Bechtolsheim-Kaserne; 1977 Abbruch des Mitteltraktes)
- 1907–0000: Erweiterungsbau Wilczek-Pavillon, Krankenanstalt Rudolfinerhaus

Weitere Bauten
- Waisenhaus in Franzensbad, Böhmen
- Kasernen in Agram, Leutschau (Slowakei), Iglau (Mähren), Steyr, Groß-Enzersdorf
- Krankenhäuser in Zittau, Salzburg, Brünn, Herman Mesetz, Karwin

## Auszeichnungen
- 1881 – Ritterkreuz des königlich dänischen Danebrog-Ordens 3. Klasse
- 1882 – Orden der Eisernen Krone III. Klasse (für seine Leistungen im Lehrfach)
- 1883 – Commandeur-Kreuz des königlich serbischen Takowa-Ordens
- 1889 – Hofrat (wegen seiner Verdienste als Generalsekretär des Internationalen hygienischen Kongresses)
- 1889 – Französischer Orden der Ehrenlegion
- 1891 – Nationaler Ehrenpräsident der Sektion Architektur beim 7. Hygienischen KongreSS in London
- 1899 – Komturkreuz des Franz-Joseph-Ordens
- 1906 – Ehrenpräsident des 14. Internationalen Kongresses für Hygiene und Demographie in Berlin